# Ōno, Fukui

Ōno (大野市 Ōno-shi?) este un municipiu din Japonia, prefectura Fukui.